# Resolutie 843 Veiligheidsraad Verenigde Naties
Resolutie 843 van de Veiligheidsraad van de Verenigde Naties werd unaniem goedgekeurd door de Veiligheidsraad van de Verenigde Naties op 18 juni 1993. De resolutie bevestigde dat het comité dat toezag op de sancties die waren ingesteld tegen Joegoslavië de aanvragen voor steun onder artikel °50 van het Handvest van de Verenigde Naties moest onderzoeken en aanbevelingen doen. Dit artikel stelt dat landen die nadeel ondervinden van maatregelen die door de Veiligheidsraad werden genomen tegen een ander land het recht hebben de Veiligheidsraad te consulteren om tot een oplossing te komen. Sinds er sancties waren ingesteld tegen de Federale Republiek Joegoslavië (Servië en Montenegro) in het kader van de Bosnische Burgeroorlog, was een dergelijke vraag gekomen van Albanië, Bulgarije, Hongarije, Macedonië, Oeganda, Oekraïne, Roemenië en Slowakije. Het comité is later met aanbevelingen gekomen, maar er werden geen verdere resoluties hieromtrent aangenomen.

## Achtergrond
In 1980 overleed de Joegoslavische leider Tito, die decennialang de bindende kracht was geweest tussen de zes deelstaten van het land. Na zijn dood kende het nationalisme een sterke opmars, en in 1991 verklaarden verschillende deelstaten zich onafhankelijk. Zo ook Bosnië en Herzegovina, waar in 1992 een burgeroorlog ontstond tussen de Bosniakken, Kroaten en Serviërs. Deze oorlog, waarbij etnische zuiveringen plaatsvonden, ging door tot in 1995 vrede werd gesloten.

## Inhoud
De Veiligheidsraad:
- Herinnert aan resolutie 724.
- Herinnert ook aan Artikel °50 van het Handvest van de Verenigde Naties.
- Weet dat meer en meer verzoeken voor bijstand onder dat artikel binnenkomen.
- Merkt op dat het comité opgericht met resolutie 724 een werkgroep opzette om die verzoeken te bestuderen.

1. Bevestigt dat het comité belast is met het onderzoeken van verzoeken om bijstand.
2. Verwelkomt de oprichting van de werkgroep en vraagt dat het comité aanbevelingen maakt bij elk verzoek.

## Verwante resoluties
- Resolutie 838 Veiligheidsraad Verenigde Naties
- Resolutie 842 Veiligheidsraad Verenigde Naties
- Resolutie 844 Veiligheidsraad Verenigde Naties
- Resolutie 845 Veiligheidsraad Verenigde Naties

Lijst ·  800 ·  801 ·  802 ·  803 ·  804 ·  805 ·  806 ·  807 ·  808 ·  809 ·  810 ·  811 ·  812 ·  813 ·  814 ·  815 ·  816 ·  817 ·  818 ·  819 ·  820 ·  821 ·  822 ·  823 ·  824 ·  825 ·  826 ·  827 ·  828 ·  829 ·  830 ·  831 ·  832 ·  833 ·  834 ·  835 ·  836 ·  837 ·  838 ·  839 ·  840 ·  841 ·  842 ·  843 ·  844 ·  845 ·  846 ·  847 ·  848 ·  849 ·  850 ·  851 ·  852 ·  853 ·  854 ·  855 ·  856 ·  857 ·  858 ·  859 ·  860 ·  861 ·  862 ·  863 ·  864 ·  865 ·  866 ·  867 ·  868 ·  869 ·  870 ·  871 ·  872 ·  873 ·  874 ·  875 ·  876 ·  877 ·  878 ·  879 ·  880 ·  881 ·  882 ·  883 ·  884 ·  885 ·  886 ·  887 ·  888 ·  889 ·  890 ·  891 ·  892